# Valdez (apellido)
Valdez es un apellido patronímico en español, cuyo significado es hijo de Waldo o Valdo. Waldo es un nombre con etimología de origen germánico, derivado de «waldan» (mandar). Algunas ramas del apellido son consideradas una variación del apellido Valdés.

## Distribución
Según el INE, a fecha 01/01/2021 en España llevan el apellido de Valdez: 3.454 como primer apellido, 3.449 como segundo apellido y 50 como ambos apellidos, estando relativamente distribuido, siendo más frecuente en las provincias Soria (0,025%), Madrid (0,016%), Barcelona (0,013%), Islas Baleares (0,013%) y León (0,009%).

## Escudo de armas
- De plata con tres fajas de azur.

|  |
|  |

|  |
|  |

|  |
|  |